# Gakuō

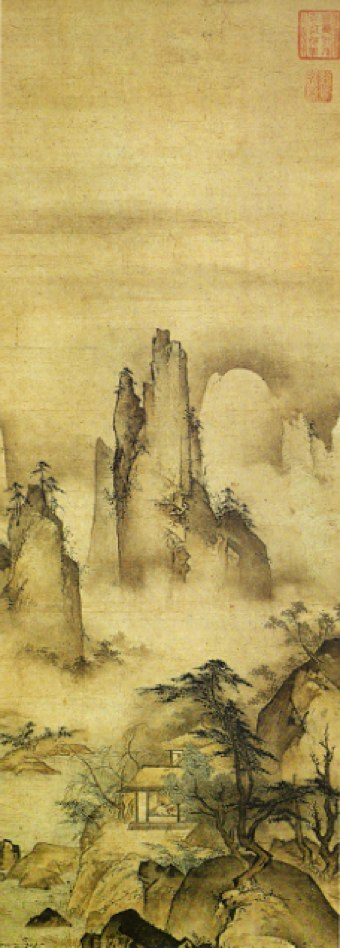
Printemps dans la montagne par Gakuō.

Gakuō, nom de pinceau: Zōkyū, est un peintre japonais du XVe siècle. Ses dates de naissance et de décès ainsi que ses origines, ne sont pas connues. Sa période d'activité se situe dans la seconde moitié du XVe siècle.

## Biographie
À cette époque, le Japon connaît l'introduction de la peinture à l'encre laquelle se développe tout d'abord dans les milieux bouddhiques de la secte Zen, pour étendre, par la suite, son influence à la peinture laïque. Inspiré par l'œuvre de son maître Shūbun, Gakuō, prêtre Zen lui aussi, tout en restant fidèle au style traditionnel, s'adonne à la peinture au lavis et révèle dans quelques paysages signés, une assez nette personnalité. Tout comme Gakuô, plusieurs autres peintres et différentes écoles se sont inspirés de l'œuvre de Shūbun. Gakuō, cependant, reste fidèle au style traditionnel et en sa propre personnalité.

## Œuvres racontées
Gakuō profite des enseignements de Shūbun dans cette œuvre Printemps dans la montagne où l'emploi de la couleur, plutôt rare dans les paysages de l'époque, reste ici d'une sage modération. La verticale hardie des rochers qui au loin dressent fièrement leurs silhouettes, mais sans agressivité, en témoigne. Un ermite anonyme a bien choisi sa retraite. Au pied des pics dénudés, sagement tenus à l'écart par la brume, un torrent musarde entre les berges. La cabane est campée dans l'intimité accueillante d'un modeste replat, à l'abri des regards. Devant la fenêtre ouverte qui laisse passer la première tiédeur de la saison, un arbre en fleurs. Si les hommes savaient renoncer à la vaine agitation du siècle, semble murmurer l'aimable Gakuō, le monde tout entier retrouverait sa vocation première: beauté, sérénité, confiance dans un avenir pour une fois sans promesse. Temps à jamais immobilisé dans l'éternité de l'instant.
Cet autre kakemono de Gakuō, Retraite au bord de l'eau où Li Po, le grand poète chinois (célèbre entre autres, pour son ivrognerie), est assis au pied d'une chute d'eau qu'il a l'air de boire des yeux. Heureux buveur de cascade! La beauté du monde, on le devine, vaut pour lui tous les nectars. Les moines japonais aiment toujours installer leurs cahutes à la pointe extrême des rivages: un pied sur terre, un pied dans l'eau. La compagnie des pêcheurs est l'une des rares qu'ils tolèrent. Ces hommes sans attaches, eux aussi perpétuellement entre deux mondes, savent d'expérience que la vie n'est qu'une longue dérive vers cet ailleurs où nous pousse le souffle du temps. L'absence de couleurs impliquée par la technique du lavis d'encre est peut-être une ascèse dans cette peinture, (mais combien jubilatoire!). 

## Musées
- Baltimore (Baltimore Museum of Art) :
  - Printemps dans la montagne, Encre et couleurs légères sur papier. (71,8x25,4 centimètres).
- Tōkyō  (Nat. Mus.):
  - Retraite au bord de l'eau, encre sur papier. (92,7x34,4 centimètres).